# اوموک-کیویول
اوموک-کیویول (انگلیسی: Omuk-Kyuyol) یک دریاچه در جمهوری یاقوتستان کشور روسیه است.